# Arco Iris (banda)
Arco Iris es una banda de rock argentina, formada en 1968 en la localidad de Ciudad Jardín Lomas del Palomar en el Gran Buenos Aires, integrada en un principio por Gustavo Santaolalla (guitarra y voz), Ara Tokatlian (vientos), Guillermo Bordarampé (bajo), Horacio Gianello (batería y percusión) y Danais Winnycka (Dana) (guía espiritual, voz). 
Es considerado uno de los grupos fundacionales del rock argentino, aportando un misticismo y sobre todo la idea de fusión del rock con ritmos folclóricos, lo que contrastaba con otros referentes de la época, como Los Gatos, Almendra, Manal o Vox Dei.

## Evolución musical
Su primer disco fue el simple "Lo veo en tus ojos / Canción para una mujer", publicado el 6 de mayo de 1969. En enero de 1970 ganaron el "Festival Beat de la Canción Internacional" de Mar del Plata con el tema "Lo veo en tus ojos", que se transformó en un éxito. Pocos meses después editan una recopilación de sus singles bajo el título de Blues de Dana, y en mayo del mismo año editan su primer álbum oficial, Arco Iris, publicado por RCA Vik.
El grupo se caracterizó tanto por su misticismo hippie, bajo la guía de Danais Winnycka, como por una musicalidad caracterizada por la complejidad y la fusión con ritmos folclóricos, de la mano del talento del guitarrista y cantante Gustavo Santaolalla como compositor, y de Ara Tokatlian, aportando el sonido de la flauta o del saxofón, inusuales en el rock argentino de entonces.
En 1972 editaron dos álbumes: la ópera rock Sudamérica o el regreso a la aurora, en el que se destaca el tema final, "Sudamérica", y Tiempo de resurrección, incluyendo el tema "Mañana campestre", uno de los clásicos del rock argentino de los años '70, y "Vasudeva", más tarde regrabado por Santaolalla como solista.
También este año, su excompañía discográfica (RCA) editó Suite Nº 1, un disco con material sobrante de su primer LP. Es necesario recordar que el mismo Gustavo Santaolalla no aprobaba esta edición.
En 1973 editan Inti-Raymi y en 1975 Agitor Lucens V, incursionando en el rock sinfónico y obteniendo un gran éxito.
En 1975 la comunidad que formaban los integrantes de Arco Iris se rompió y Gustavo Santaolalla abandonó la banda, fundando el grupo Soluna.
Santaolalla inicia luego un extraordinario trabajo musical, y como productor en Los Ángeles, impulsando la música latina, llegando a ganar dos premios Óscar.
Arco Iris, como banda y comunidad, continuó bajo el liderazgo de Ara Tokatlian y Dana. Con una nueva formación que incluía a Ignacio Elisavetsky en guitarra y al baterista uruguayo José Luis Pérez editan el álbum Los Elementales en 1977, disco claramente influido por el jazz-rock. En septiembre de 1977 Dana, Ara y Bordarampé se radican en los Estados Unidos, donde -eventualmente- acompañan a músicos como Lalo Schifrin. 
Allí continúan con la carrera de Arco Iris, editando varios álbumes como Faisán azul (1983), Pipas de la paz (1988), y Peace Will Save the Rainbow (1996), mientras que en el año 2001 publican Arco Iris en vivo hoy, grabado en directo.
En 2003 murió Dana, quien se había casado en 1983 con Ara Tokatlian, y el grupo se disolvió tres años después.
No obstante, en 2012, una renovada versión de Arco Iris reapareció con el CD Desde el jardín, contando con los miembros fundadores Guillermo Bordarampé y Ara Tokatlian, más varios jóvenes músicos que los acompañan.
En 2021 se publica el libro oficial de la banda "Arco Iris, música y filosofía en los inicios del rock argentino" del periodista Fabio Scaturchio, donde los propios integrantes de la banda cuentan la historia del grupo.
En 2024 se estrena la película documental oficial de la banda,  "Arco Iris, música y filosofía" del realizador Fabio Scaturchio, filmada en Buenos Aires y Los Angeles. Donde los fundadores de la banda Gustavo Santaolalla, Ara Tokatlian, Guillermo Bordarampé, Alberto Cascino, Horacio Gianello y Dana, se reúnen después de casi 50 años para contar su historia y hasta cantar juntos.

## La Comunidad
Danais Winnycka (Dana) (Ucrania, 28 de marzo de 1939 - Tijuana, 7 de septiembre de 2003) era una modelo que trabajaba con el modisto Jean Cartier, radicada en Buenos Aires, varios años mayor que los integrantes de la banda Arco Iris, quienes por entonces eran adolescentes viviendo en la localidad suburbana de El Palomar, en el Gran Buenos Aires. Fue ella quien introdujo a los miembros de Arco Iris en el ambiente místico, vegetariano y comunitario que caracterizó a la banda y de la cual fue reconocida como "guía espiritual".
Bajo su influencia los músicos de Arco Iris y Dana vivían en comunidad en un departamento ubicado en el barrio de Palermo de Buenos Aires, en la calle Honduras y Bulnes. El hecho era respetado por los seguidores de la banda, pero también provocaba el desprecio de algunos sectores, incluso dentro del mundo del rock nacional, que cuestionaban el hecho de tener a una mujer como "Maestro", llamándolos "las amas de casa del rock".
La comunidad se regía por estrictas reglas espirituales y de vida cotidiana, que Dana establecía, como la prohibición de carne, alcohol, drogas, y especialmente el sexo. Las presiones de este tipo de vida llevaron a la ruptura de la comunidad y de la banda en 1975. Finalmente Dana se fue de Argentina junto a Ara Tokatlian, al igual que los miembros sustitutos del grupo, terminaron estableciendo la comunidad en una cabaña de Blue Jay, California, en el parque nacional de las montañas de San Bernardino, cerca de Los Ángeles (EE. UU.). Allí crearon su propio estudio de grabación al que llamaron "Danara", con el cual grabaron varios discos, ya sin Santaolalla ni Gianello, con quienes no se hablaban.

## Discografía

### Álbumes de estudio
- Arco Iris (1970)
- Tiempo de resurrección (1972)
- Sudamérica o el regreso a la aurora (1972)
- Inti Raymi (1973)
- Agitor Lucens V (1975)
- Los Elementales (Fuerzas mágicas de la naturaleza) (1977)
- Blue Pheasant (1983)
- Peace Pipes (1987)
- Peace Will Save the Rainbow (1998)
- Desde el jardín (2012)

### Álbumes en vivo
- En vivo hoy (2001)

### Álbumes recopilatorios
- Blues de Dana (1971)
- Suite N° 1 (1971)
- Mañana campestre (1979)
- Cronología (1992)
- Cronología II (1993)

### Simples
- Lo veo en tus ojos / Canción para una mujer (1969)
- Luisito cortate el pelo / Solo tengo amor (1969)
- Blues de Dana / Quién es la chica (1970)
- Es nuestra la libertad / Zamba (1970)
- Mañana campestre / Soy un pedazo de sol (1971)
- Llegó el cambio / El niño, la libertad y las palomas (1972)
- Sudamérica / Gira (1973)
- Adonde irás camalotal / Kukuricu (1973)
- La savia verde / Detrás (1974)
- Sin contratiempos (El cocodrilo sin impedimentos) / Los del casco de oro (1976)